# Flade (Mors)
 For alternative betydninger, se Flade. (Se også artikler, som begynder med Flade)
Flade er en landsby på det nordlige Mors i Limfjorden med under 200 indbyggere (2010) . Flade er beliggende 24 kilometer syd for Thisted og 13 kilometer nord for Nykøbing Mors.
Landsbyen ligger i Region Nordjylland og hører under Morsø Kommune. Flade er beliggende i Flade Sogn.